# 1016 Anitra
1016 Anitra è un asteroide della fascia principale. Scoperto nel 1924, presenta un'orbita caratterizzata da un semiasse maggiore pari a 2,2193163 au e da un'eccentricità di 0,1283673, inclinata di 6,03436° rispetto all'eclittica.
L'asteroide è dedicato all'omonima coprotagonista del poema Peer Gynt dello scrittore norvegese Henrik Ibsen.
Uno studio del 2016 ha evidenziato la probabile natura binaria di 1016 Anitra. Il corpo principale avrebbe un diametro medio di 9,63 (±0,08) km, mentre il satellite un diametro medio di circa 3,66 km.